# Szent Mihály és Gábriel arkangyalok fatemplom (Szamosújfalu)
A szamosújfalui Szent Mihály és Gábriel arkangyalok fatemplom műemlékké nyilvánított épület Romániában, Máramaros megyében. A romániai műemlékek jegyzékében az  MM-II-m-A-04533 sorszámon szerepel.